# Cagayancillo

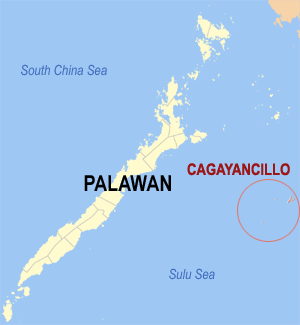
Bản đồ Palawan với vị trí của Cagayancillo

Cagayancillo là một đô thị hạng 6 ở tỉnh Palawan, Philippines. Theo điều tra dân số năm 2000, đô thị này có dân số 6.348 người trong 947 hộ.

## Barangay
Cagayancillo được chia thành 12 barangay.
- Bantayan (Pob.)
- Calsada (Pob.)
- Convento (Pob.)
- Lipot North (Pob.)
- Lipot South (Pob.)
- Magsaysay
- Mampio
- Nusa
- Santa Cruz
- Tacas (Pob.)
- Talaga
- Wahig (Pob.)